# Ornsay
Ornsay (Eilean Orasaigh en gaèlic) és una petita illa deshabitada de les Hèbrides Interiors d'Escòcia. Es troba a l'est de la península de Sleat de l'illa de Skye.